# Zamia skinneri
Zamia skinneri är en kärlväxtart som beskrevs av Josef Ritter von Rawicz Warszewicz och A. Dietrich. Zamia skinneri ingår i släktet Zamia och familjen Zamiaceae. IUCN kategoriserar arten globalt som starkt hotad. Inga underarter finns listade i Catalogue of Life.